# Château des Quinsonnas
Pour les articles homonymes, voir Quinsonnas.
Le château des Quinsonnas est un édifice situé à Chanay, en France.

## Situation
Le château est situé sur le territoire de la commune de Chanay dans le département de l'Ain, en région Auvergne-Rhône-Alpes..

## Description
Le château des Quinsonnas a été édifié en plan carré et enferme une cour protégée par un donjon carré et une tour ronde,,.

## Histoire
Le château des Quinsonnas est le plus ancien château de la commune qui en était propriétaire au XIXe siècle jusqu'en 1916, puis fut la propriété du gouvernement belge pour y installer un sanatorium pendant la Première Guerre mondiale, puis fut un hôtel restaurant de luxe avant d'être acquis par la Mutuelle générale de l'Éducation nationale, un centre médical toujours existant.